# Steal This Record
Steal This Record – czwarty i zarazem ostatni z albumów The Suicide Machines nagranych w studio Hollywood Records, wydany niedługo po dziesiątej rocznicy istnienia kapeli.

## Lista utworów
1. "The Killing Blow" – 3:04
2. "Steal This Record" – 4:09
3. "Honor Among Thieves" – 2:46
4. "It's The End Of The World As We Know It (And I Feel Fine)" – 3:18
5. "Bleeding Heart" – 3:41
6. "Air We Breathe" – 2:54
7. "Stand Up" – 3:29
8. "Off The Cliff" – 1:37
9. "Middle Way" – 3:00
10. "Scars" – 2:27
11. "All My People" – 1:42
12. "Unbreakable" – 2:27
13. "Stay" – 2:32
14. "Leap Of Faith" – 2:54

## Twórcy
- Jason Navarro – śpiew
- Dan Lukacinsky – gitara, śpiew
- Royce Nunley – gitara basowa, śpiew
- Ryan Vanderberghe – perkusja